# The KLF
A The KLF (más néven a The Justified Ancients of Mu Mu, The JAMs, The Timelords), a brit acid house egyik meghatározó együttese volt a nyolcvanas-kilencvenes évek fordulóján.
1987 elején Bill Drummond (alias King Boy D) és Jimmy Cauty (alias Rockman Rock) megjelentettek néhány hiphop alapú számot The Justified Ancients of Mu Mu néven (az ebből képezett mozaikszó a The JAMS), és egyet (Doctorin' The Tardis) The Timelords néven. Ebből alakult ki a KLF, amely kezdetben csak saját kiadójuk, a KLF Communications neve volt, később magát a zenekart is átkeresztelték. A The KLF néven működve, némi stílusváltás után, további dalokat adtak ki, s 1991-ben a legtöbb kiadványt eladó nemzetközi együttessé váltak. Írtak egy szarkasztikus hangvételű könyvet "A kézikönyv (Hogyan írjunk egyszerűen Number One slágert?)" címmel, valamint egy befejezetlen road movie-t is forgattak, "The White Room" munkacímen.
A külvilág felé az ezotériával és az anarchiával rokon művészeti felfogásuk segítségével kommunikáltak (ennek eszköze volt zenéjük is), ugyanakkor egyszerre igyekeztek titokzatosak és megbotránkoztatóak maradni. Leghírhedtebb fellépésük, mely egyben az utolsó is volt, az 1992-es BRIT Awards-on volt, ahol vaktölténnyel lőttek a tömegbe, majd a show utáni fogadáson egy döglött birkát szolgáltak fel. A KLF-fel keresett pénzből Drummond és Cauty létrehozták a K Foundationt, amely néhány évig pártolta az alternatív művészeteket (illetve díjazták a legrosszabb művészeket), a maradék mintegy egymillió fontot pedig nemes egyszerűséggel elégették. Mivel a komplett katalógusukat visszavonták, ezért számaikat nem lehet semmilyen hivatalos felületen megtalálni vagy megvásárolni, kivéve azokat a dalokat, amelyeket más kiadókon keresztül is kiadtak. A KLF után még két ízben alkottak, One World Orchestra és 2K néven. A duó 2017-ben újra hallatott magáról, akkor adták ki "2023: A Trilogy" című könyvüket.
2021. január 1-jén váratlanul felkerült a különféle streaming oldalakra "Solid State Logik 1" címre hallgató válogatáslemezük, annak ígéretével, hogy a későbbiekben ezt újabbak követik.

## Története
1986-ban Bill Drummond már ismertnek számított a zenei életben: társalapítója volt a Zoo Records-nak, gitározott a Big In Japan nevű zenekarban, és menedzserkedett is az Echo & the Bunnymen és a The Teardrop Explodes zenekaroknak. Ezt az életet hagyta ott 1986. július 21-én, amikor is pontosan 33 és ⅓ éves lett. Számára misztikus volt ez a szám, ennyit pörög ugyanis egy bakelitlemez is percenként. Új kihívásokra vágyott, aminek első eredménye a The Man című LP lett, melyet jól fogadott a kritika.
Ekkor ismerkedett meg Jimmy Cautyval, egy sikertelen rockegyüttes gitárosával. Hamar rájöttek, hogy sok közös vonásuk van, például mindketten nagy rajongói az ezoterikus / sci-fi regénysorozatnak, az Illuminatus!-nak. Sok mindenben egyet is értettek ezen belül, elfogadták a könyvben szereplő diszkordianizmust, az anarchizmus posztmodern formáját. Drummond még egyetemista korában segített a mű színielőadássá alakításában Liverpoolban. Miután újra elolvasta a könyveket, hip-hop számokat hallgatott, és rájött, hogy a zene segítségével fogja felkorbácsolni az általa stagnálónak tartott popzenei életet. Ő és Cauty ezért megalapították a "The Justified Ancients of Mu Mu" nevű duót.

### The Justified Ancients of Mu Mu
Már a csapat elnevezését is az Illuminatus!-ból vették: ott a the JAMs egy lázadó szervezet volt, amely a világuralomra törő illuminátusok ellenében létezett. A zenét és a szövegek stílusát is többnyire ezek a novellák befolyásolták: a zenéket többnyire más dalok részleteiből vágták össze, beatbox alapokra helyezve, mindehhez pedig Drummond szövegei társultak, amelyek sokszor tartalmaztak gúnyolódásokat, ezoterikus metaforákat, vagy szociális témákat.
Első kislemezük, az All You Need Is Love, a Beatles és Samantha Fox számaiból volt összevágva. A kiadók jogi problémák miatt nem merték felvállalni a terjesztést, így hát kézen-közön történt a forgalmazás. A sajtóhoz is elkerült néhány példány, akik az egekig magasztalták az újfajta koncepciót. 1987 májusában a dal megjelent hivatalos kislemezként is, miután a problémás részeket átdolgozták. A szöveg egyes sorait graffitiként fújták fel hirdetőtáblákra, így népszerűsítették azt. A befolyt pénzből végre felvehették az első nagylemezt, ez volt az "1987 (What The Fuck Is Going’ On?)". Sajnos újabb probléma merült fel: az egyik szám ("The Queen And I") az ABBA "Dancing Queen" című számából tartalmazott részleteket, ami miatt a svéd együttes letiltatta a lemezeket. Mivel nem született megállapodás, ezért az összes megmaradt kópiát jelképesen elégették vagy a tengerbe dobták.
Ezt követően kiadtak két kislemezt saját kiadójuk, a KLF Communications égisze alatt. Mindkettő átmenet volt a house zene felé: a "Whitney Joins The JAMs" nem volt más, mint Whitney Houston "I Wanna Dance With Somebody" című dala ötvözve a "Mission: Impossible" és a Shaft betétdalaival; a "Down Town" pedig egy klasszikus Petula Clark-szám átdolgozása volt. Ezek a korai munkák a "Shag Times" című válogatáslemezükön kaptak helyet. 1988-ban megjelent második albumuk, a "Who Killed the JAMs?" lemez.

### The Timelords
1988-ban egyetlen projekt, a The Timelords erejéig tevékenykedtek: ez volt a "Doctorin' The Tardis" című szám, ami Nagy-Britanniában listavezető lett. Híven az addigi zeneszerzési koncepcióhoz, a videóklipben részleteiben szinte semmi sem eredeti – a hangsáv egy régi glam rock dal, Gary Glitter Rock and Roll-jából, valamint a BBC Ki vagy, Doki? c. sci-fi sorozatának főcímdalából és kisebb részben még néhány popdalból (pl. a Sweet nevű glam-rock csapat 1973-as Blockbuster c. dalából) lett összevágva (ráadásul vélhetően a Rock and Rollt sem eredeti, hanem a Human League által szintetizátor-popdallá feldolgozott formájában használták), ugyanakkor az előadói név és a „Tardis” cím, valamint a szövegként skandált „Dr. Who”, illetőleg a klip képsávjában használt dalek modellek is nyilvánvaló utalások). A klipben egyéb, más szerzők által készített alkotásokra utaló zenei- és látványelemek is szerepelnek.
Később bevallották, azért volt szükség erre az új névre (The Timelords, azaz Időurak), mert szükségük volt egy listavezető slágerre is. Az egyik, a zenekar által készített promóciós videóban (ezek a fél-egy órás, fantasy / aktivista művészeti / musical / önreklám elemekből álló keverék alkotások VHS videókazettákon jelentek meg) azt állították, hogy a klipet a KLF együttes saját, Ford Galaxy rendőrautóból átalakított járműve készítette, aki egyszer csak megszólalt, beszélt hozzájuk , Ford Timelordnak nevezte magát, és azt állította, csinált egy mixet bizonyos popdalokból, amely érzése szerint igen alkalmas lenne a slágerlistákon való élre kerülésre –  a videók nyilvánvalóan fikciós, áldokumentum jellegét tekintve, amely illett a zenekar "anarchista" filozófiájához, az állítás faktuális predikációként való kezelhetősége megkérdőjelezhető.
1989-ben "The Manual" (A kézikönyv) címen megjelentettek egy paródiának is felfogható kézikönyvet arról, hogyan lehet egyszerűen, kevés pénzből világslágert készíteni.

### The KLF
1987-ben, a "Whitney Joins The JAMs" kislemez megjelenésével egyidejűleg nevezték át saját kiadójukat KLF Communications-re (előző neve "The Sound of Mu(sic)" volt). Első kiadványuk ezen a néven 1988 márciusában jelent meg, a "Burn the Bastards / Burn the Beat" kislemez. Bár a The Justified Ancients of Mu Mu nevet hivatalosan nem hagyták el, a legtöbb jövőbeli kiadványuk már The KLF néven készült. A névváltás elsődleges oka a stílusváltás volt: a korábbi plagizálás helyét a saját szerzemények vették át (megtartva azért a hangminták felhasználásának szokását), valamint a hip-hop stílust is hanyagolni kezdték az elektronikus tánczene kedvéért, amit ők "pure trance"-nek neveztek. A KLF rövidítés jelentése sohasem derült ki egyértelműen, a legközismertebb feltételezések szerint a 23-as számmisztika alapján (hogy kijöjjön a betűszám) a rövidítés feloldása: "Kopyrite Liberation Front". Egy másik szerint az együttes neve "Kings of the Low Frequencies". Az előbbi magyarázat valószínűsíthetőbb, ugyanis az Illumimatus!-trilógiában található utalás egy ELF nevű szervezetre (Erisian Liberation Front).
Első számaik, 1988-1989-ben valóban teljesen mások voltak, mint az előzőek: instrumentális, szövegmentes JAMs-feldolgozások, valamint új, az acid house műfajában úttörő, szintén instrumentális dalok, mint a "What Time Is Love?" vagy a "3 A.M. Eternal". Ezek voltak a későbbi nagyobb sikereik előfutárai. 1989-ben felléptek egy Helter Skelter-fesztiválon Oxfordshire-ben, ahol ezerfontos bankjegyeket dobáltak a nézők közé, melyekre a "Szeretünk titeket, gyerekek" feliratot írták. Ugyanebben az évben elhatározták, hogy a "Doctorin' The Tardis"-ból befolyó bevételből elkészítik a "The White Room" című filmet, és hozzá a betétdalokat. A film témája a rejtélyes Fehér Szoba kereséséről szólt, amelybe belépve a földi halandó hátrahagyhatta az őt az e világhoz kötő béklyókat. Sem a film, sem a filmzenei album nem készült végül el, bár előbbinek néhány jelenete közkézen forog, utóbbit pedig (amely az első instrumentális szerzeményeik poposított verzióját is tartalmazta) csak később adták ki, jelentősen átdolgozva. Egyedül a "Kylie Said to Jason" jött ki kislemezen, mintegy előzetes promócióként, és hogy pénzt szerezzenek – ám ez csúfosan megbukott.
A növekvő pénzügyi nehézségek miatt a film készítése egyre csak csúszott, és a filmzenei album sem akart elkészülni, hasonló okokból. Mindeközben a "What Time Is Love?" szép lassan klubhimnusszá nőtte ki magát, ami arra inspirálta Drummondot és Cautyt, hogy a pure trance irányvonalat kövessék. Ennek fényében készült el a következő nagy sláger, a "Last Train To Trancentral". 1990-ben tettek egy kis kitérőt az ambient világa felé is: először Cauty alapított egy duót Alex Patersonnal "The Orb" néven (még első albumuk megjelenése előtt feloszlottak, a kész anyagot Cauty "Space" néven adta ki), majd a KLF készített egy ambient stílusú lemezt "Chill Out" címen. Ugyanebben az évben kijött még egy majdnem lemezhosszúságú videóklip "Waiting" címmel. Keményebb, kicsit ipari techno hangzású dalként pedig az "It's Grim Up North"-ot jelentették meg, ismét The Justified Ancients of Mu Mu néven.
1990 végén átnyergeltek a pure trance-ről a stadium house műfajára, amely a korábbi sikereik slágeresítését jelentette kezdetben. Ennek fényében dolgozták át a félbemaradt The White Room albumot, több rapbetéttel és vokállal, valamint közönségzajjal. Az eredmény óriási siker volt: az elsőként kihozott "What Time Is Love?" ötödik lett a brit listán, de a nemzetközi listákon is a TOP10-ben végzett. Az ezt követő "3 A.M. Eternal" még ennél is nagyobb sikereket ért el, és első lett Nagy-Britanniában. A The White Room lemez végül 1991 márciusában jelent meg.
A sikerek folytatódtak ezt követően is: a "Last Train To Trancentral" második lett a brit listán és világszerte népszerű lett, majd a "Justified and Ancient" című daluk, amit az amerikai country-énekesnővel, Tammy Wynette-tel közösen vettek fel, megint csak nemzetközi siker lett. Amerika meghódítására pedig az "America: What Time Is Love?"-val került sor, amely korábbi slágerük, a melodikus What Time is Love jelentős, metál-rave-dance keverék stílusú átdolgozásával készült, a Deep Purple sztárjának, Glenn Hughes-nek a közreműködésével. Ennek a teljesítménynek köszönhetően 1991 végére a KLF lett a legtöbb kislemezt eladott előadó, és a sikerek úgy érték el őket, hogy a korábbi jogi problémáktól nem kellett tartaniuk.
1992. február 12-én a BRIT Awards-on a The KLF és az Extreme Noise Terror nevű metálegyüttes közösen adták elő a "3 A.M. Eternal"-t. Drummond és Cauty provokatív fellépésre készült, ezért eredetileg azt tervezték, hogy birkavérrel teli vödrök tartalmát öntik a tömegbe. Miután azonban a BBC ügyvédei lebeszélték őket erről (és a magukat "hardcore vegánoknak" nevező Extreme Noise Terror tagjai is), Drummond vaktölténnyel lőtt a tömegbe egy gépfegyverből. Miután véget ért a produkció, állandó narrátoruk, Scott Piering bejelentette: "Hölgyeim és uraim, a KLF most elhagyja a zeneipart". Az állófogadáson aztán egy döglött juhot szolgáltak fel, "Értetek haltam meg – jó étvágyat" felirattal.
A megszűnés híre nem volt meglepő, az emberek joggal hihették azt, hogy ez is csak egy újabb trükkjük. Annyi bizonyos, hogy a fellépés után az Extreme Noise Terror-ral elkezdtek dolgozni egy albumon, amely a The Black Room címet kapta volna, de végül sosem jelent meg. 1992. május 14-én aztán közleményben is tudatták a világgal, hogy beszüntetik működésüket, a lemezkatalógusukat pedig azonnali hatállyal törlik. A húzás méltó volt a KLF-hez, amely az utolsó két évében már kezdett olyanná válni a zeneiparban, mint ami ellen mindig is harcoltak. Az év elején ráadásul Drummond közel állt a teljes idegösszeomláshoz is, ami csak siettette a dolgokat. A BRIT Awards-on kapott "Legjobb brit csapat" díjukat Stonehenge közelében elásták.

### A visszavonulás után
A zenei élettől való hivatalos visszavonulásukat követően 1993-ban megalapították a K Foundationt. Kétéves fennállása alatt az alapítvány a művészeteket pártolta, emellett fenntartott egy díjat minden évben a legrosszabb művészek számára. Leghírhedtebb akciójuk során a KLF-ből megmaradt körülbelül egymillió fontot elégették, a produkciót pedig filmre vették. 1995-ben "The One World Orchestra" néven közreműködtek a "The Help Album"-on, amelyet Bosznia-Hercegovina megsegítésére készítettek. Két évvel később, 1997-ben a londoni Barbican Arts Centerben aztán egy 23 perces show keretén belül tértek vissza, 2K néven, tolókocsis öregembereknek maszkírozva. Bemutatott szerzeményük, a "Fuck The Millennium" a "What Time Is Love?" és más dalok ötvözete volt, melyben egy rezesbanda is segítette őket. A fellépést provokatív hirdetésekkel harangozták be, emellett tervbe vették az úgynevezett K2 Plant Hire-t, amely a Népek Piramisának megépítéséről szólt volna, de ez egyelőre nem valósult meg (bár 2017-ben ismét beszéltek róla).
Ezután Drummond íróként kezdett el dolgozni, alkalmanként  amédiában is szerepelve, Cauty pedig a KLF-örökséget felvállaló zenészekkel és művészekkel tevékenykedett közösen.

### 2017-es visszatérésük
Híven a számmisztikához, pontosan 23 évvel azután, hogy elégették az egymillió fontjukat, 2017-ben hallattak magukról újra. Augusztus 23-án ismét felbukkantak, és bemutatták "2023: A Trilogy by the Justified Ancients of Mu Mu" című könyvüket. Körítésként egy háromnapos rendezvényt szerveztek, "Welcome to the Dark Ages" címen. Ismét előálltak azzal a tervükkel, hogy felépítenék a Népek Piramisát, amit bizarr módon olyan téglákból húznának fel, ami pontosan 23 gramm emberi hamvat tartalmaz; a téglákat pedig minden évben az éves toxteth-i (Liverpool egyik városrésze) Halottak Napján készítenék el. 2018-ban Cauty elmondta, hogy ez nem egy rossz vicc, hanem komolyan gondolják, és a testvére halála inspirálta erre.

### 2021-es visszatérésük
2020. december 31-én Kelet-Londonban, a Kingsland Road nevű vasúti híd alatt egy graffiti és különféle poszterek adták hírül a KLF visszatérését. Ezek alapján újabb kiadványokat ígértek Samplecity Thru Trancentral összefoglaló név alatt. Az első, Solid State Logik 1 névre hallgató válogatáslemez 2021. január 1-jén lett elérhető a különféle streaming szolgáltatóknál, és ezzel egy időben indult a KLF saját YouTube-oldala. Ezt követte február 5-én a "Come Down Dawn", ami a "Chill Out" lemez más címen történő újrakiadása volt, pár jogdíjköteles sample kivételével. Március 23-án jelent meg a "Solid State Logik 2", amelyen bakelitkiadású számaikat adták ki 1989 és 2017 közöttről.

## Visszatérő témáik
Drummond és Cauty közös világnézete a munkásságuk során is kiütközött. Az ezotéria és a természet iránti rajongásuk előképe a The Residents nevű zenekar volt, akikhez gyakran hasonlították őket. Stewart Home és a neoisták is hasonló életfelfogással rendelkeztek. Zenéjük így egyfajta művészet is volt.

### Illuminatus!

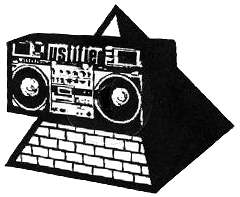
A "Pyramid Blaster" logó, a KLF Communications jelképe.

Mindketten a diszkordianizmus hívei voltak, mely egyfajta anarchikus, káosz-alapú modern vallás. Ezt az Illuminatus! című regénysorozatban olvasták, amelyben szerepelt egy szervezet, melynek nevét és felfogását is átvették. Működésük során nem volt ritka, hogy szándékosan félrevezették a médiát vagy különleges akciókkal hívták fel magukra a figyelmet. De a regénybeli JAMs és a zenekar más területeken is hasonlóan működött, ez főként a dalszövegekben és a rejtett utalásokban csúcsosodott ki. Legelső számuk, az "All You Need Is Love" sorai közt megbújó "Immanentize the Eschaton!" tartalmazta az első utalást, amely a könyvsorozat legelejéről van, s azt jelenti: elhozzák a világvégét, vagy a Földre hozzák a mennyországot. A "The Porpoise Song" King Boy D és egy beszélő disznódelfin beszélgetése, amely utalás a regények Howard delfinjére. A "Last Train To Trancentral" kezdősora az "Okay, everybody lie down on the floor and keep calm", amely szintén a regényekből van. A "Justified & Ancient" refrénje, "All bound for Mu Mu land", Mu elveszett kontinensére, Lemúriára utal, szintén a regényekből, a videóklipje végén ráadásul a KLF tagjai egy tengeralattjáróból szállnak ki.
Drummond és Cauty gyakran utalnak vissza saját magukra is, miután munkásságuk során ugyanazt a hangmintát többször is felhasználták különböző számokban.
Az Illuminatus! misztikus töltettel ruházta fel a 23-as számot, amely a KLF esetében is megmaradt. Így például a "Next" című számuk sorai közt ott van, hogy "23 years is a mighty long time"; az egymillió font elégetéséről 23 évig nem beszélnek, a 2K néven tartott 1997-es fellépésük pontosan 23 percig tartott, a The Timelords klipjében látható Ford Timelord száma 23-as, 23 év után tértek ismét vissza (2017. augusztus 23-án, 0 óra 23 perckor, ráadásul 2+0+1+7+0+8+2+3 = 23), illetve fontosabb eseményeket is mindig a hónap 23. napján tartottak. Drummond maga is hisz a számmisztikában, ezért kedvelte a 33-as és a 45-ös számokat is, mint a bakelitlemez pörgésének tempóját jelképező számokat.
Kiadójuk, a KLF Communications logója egy piramis, melyen egy "Justified" feliratú kazettás magnó látható. Ez az Illuminati mindent látó szemének a szellemes átalakítása. Az 1997-es visszatérésükkor is egyik fő témájuk maradt a piramis: a K2 Plant Hire terve alapján egy piramist emeltek volna annyi téglából, ahány ember a 20. században született az Egyesült Királyságban, jelenleg pedig emberi hamvakból tervezik ennek felépítését.

### Trancentral, örökkévalóság, bárányok
A Trancentral (más néven Benio) volt a KLF központja, otthona és főhadiszállása. Ez a hely nem más, mint Cauty dél-londoni otthona (55 Jeffrey's Road, Stockwell, London), egy közönséges társasház, amelyben kisméretű lakások vannak. A "Last Train To Trancentral" című számban, illetve néhány "Live At Trancentral" alcímű számban fedezhetőek fel erre nézve utalások. Az örökkévalóság, mint téma, néhány dal címében fedezhető fel (3 A.M. Eternal, Madrugada Eterna).
A bárányok 1990 óta bírnak nagyobb jelentőséggel a KLF történetében. Ekkor szerepeltek először a Chill Out című lemezen, majd a későbbi számokban is felbukkantak hangmintaként, valamint a videóklipekben. 1992-ben egy döglött juh volt az estéjük legmegbotránkoztatóbb pontja a BRIT Awards-on. Bárányok voltak a "Waiting" című filmjük szereplői, de benne lettek volna a soha el nem készült "The White Room" című filmben is. Hogy pontosan mit jelentett ezeknek az állatoknak az ábrázolása, a mai napig rejtély. A "The White Room" CD-tokjának belső részén lévő fényképen Drummond és Cauty egy-egy bárányt tartanak a kezükben, mellette a felirat: "Why sheep?", így hát ők sem adtak elfogadható magyarázatot. Később Drummond azzal indokolta, hogy a bárányok a hatalmas füves réteken emlékeztettek a nagy vidéki szabadtéri rave-bulikra, illetve a "Chill Out" borítója a Pink Floyd "Atom Heart Mother" című lemezének borítója után készült.

### Ceremóniák és utazások

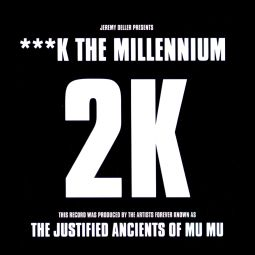
Egyik utolsó reklámjuk, már 2K néven, amely kisebb botrányt okozott, 1997-ből.

Számtalan KLF-dal témája az utazás. Az ambient stílusú "Chill Out" album egésze egy képzeletbeli utazásról szól az Amerikai Egyesült Államok déli partvidékén, de a soha el nem készült The White Room című útifilm is hasonló lett volna. A ceremóniák között főként az égetés volt érdekes: első, illegalitásra kárhoztatott nagylemezüket is elégették, ahogy a KLF-ből megmaradt utolsó egymillió fontot is. Emellett egyfajta "áldozati bárány" volt az 1992-ben bemutatott döglött juh is. 1991-es rövidfilmjük, a "The Rites of Mu" a Hebridákon tartott nyári napéjegyenlőségi szertartáson készült, ahol egy 18 méteres szalmaembert égettek el, és sárga-szürkébe öltözött emberek kántáltak – beleértve a jelenlévő újságírókat is, akiket külön megkértek erre.

### Promóció
A KLF önmagát mindig meglehetősen szokatlan módon népszerűsítette. Drummond és Cauty a Top of the Pops című műsorban való fellépések során mindig be voltak öltözve valamilyen jelmezbe. Nagyon ritkán adtak interjút, kommunikációjuk abban merült ki, hogy rendszertelen időközönként adtak ki hírlevelet, vagy rejtjeles hirdetéseket adtak fel újságokban. Ezek a reklámok jellegzetes, fekete-fehér alapú ábrák voltak, és mindig ugyanazt a betűtípust használták mindenütt, amely a logójukká is vált a későbbiekben. A kezdeti időkben a graffiti útján történő promóciót is használták, amelyet főként úgy alkalmaztak, hogy dalaikból kiragadott idézeteket firkáltak fel óriásplakátokra – lehetőleg olyanokra, amelyek tartalmát a felirattal kigúnyolhatták. Gyakran előre meghirdették a firkálásaikat, ilyenkor volt rá precedens, hogy a rendőrség letartóztatta őket, de elengedték mindkettejüket.

## Örökségük
Bár 1988-ban többször is kijelentették, hogy nem akarják, hogy a "hangminták felhasználásának keresztes lovagjaiként" tekintsenek rájuk, a The JAMs az egyetemes kultúrában azon művészek és előadók közé került be, amelyek az úgynevezett "kreatív plagizálás" műfaját űzték. Az "1987: What The Fuck is Going On?" egy fontos mérföldköve volt az Egyesült Királyságban a zenében később elterjedő mashup műfajának.
1990-es "Chill Out" albumuk az ambient zenei műfaj egyik fontos lemeze lett, melyet a Mixmag 1996-ban minden idők ötödik legjobb "dance" albumának választott. A The Guardian egyenesen a stadium house műfaj megteremtőinek nevezte őket, az NME szerint pedig a The White Room album minden idők 81. legjobb lemeze. A stadium house műfaj elemei (alákevert közönségzaj, más számokból újrafelhasznált vokálhangsávok stb.) az 1990-es évek elején számos, a rave szcénában megtalálható együttes, mint a Scooter, a Utah Saints, az N-Joi, vagy a Messiah számára meghatározóak voltak. A Scooter számára különösen fontos kiindulópont volt a KLF, H.P. Baxxter ugyanis a "What Time Is Love?" hatására döntötte el, hogy ez az a zenei irány, amit szeretne követni, a korábbi újhullámos zene helyett. Azóta szinte minden Scooter-albumon helyet kap valamilyen formában egy-egy KLF-idézet vagy hangmintaátvétel. Munkájukat kortársaik, mint a Pet Shop Boys is elismerték, illetve később is számtalan együttes, mint a Chumbawamba, szóltak elismerően róluk.
A KLF egy alkalommal egy hoax áldozata is lett, amikor is egy "1300 Drums featuring the Unjustified Ancients of M.U." nevezetű formáció, Eric Cantona népszerűségének farvizén kívánt önmagának hírnevet szerezni, és megjelentetett egy kislemezt. A csapat még a Top of the Pops-ban is szerepelt, ahol "Ooh Aah" című számukat Cantona-maszkban adták elő. Mivel azóta se tudja senki, ki volt a dal igazi szerzője, sokan úgy vélték, hogy Drummond és Cauty voltak az egész projekt mögött.
Széles körben elterjedt, hogy az Edelweiss "Bring Me Edelweiss" című slágerét a "The Manual" című könyvük alapján készítette.

## Diszkográfia

### Nagylemezek
| Év   | Művésznév                            | Információk | Legjobb helyezés | Legjobb helyezés | Legjobb helyezés | Legjobb helyezés | Legjobb helyezés | Legjobb helyezés | Legjobb helyezés | Legjobb helyezés |
| Év   | Művésznév                            | Információk | Nagy-Britannia   | Anglia           | Egyesült Államok | Ausztria         | Ausztrália       | Svájc            | Svédország       | Hollandia        |
| ---- | ------------------------------------ | --- | ---------------- | ---------------- | ---------------- | ---------------- | ---------------- | ---------------- | ---------------- | ---------------- |
| 1987 | The Justified Ancients of Mu Mu      | 1987 (What The Fuck Is Going' On?) - Megjelent: 1987. június - Kiadó: The Sound of Mu(sic) - JAMS LP1 | —                | 5                | —                | —                | —                | —                | —                | —                |
| 1988 | The Justified Ancients of Mu Mu      | Who Killed the JAMs? - Megjelent: 1988. február - Kiadó: KLF Communications - JAMS LP2 | —                | 3                | —                | —                | —                | —                | —                | —                |
| 1989 | The KLF                              | Shag Times - Megjelent: 1989. január 16. - Kiadó: KLF Communications - JAMS DLP 3 Válogatáslemez | —                | 5                | —                | —                | —                | —                | —                | —                |
| 1989 | The KLF/Más előadók                  | The „What Time Is Love?” Story - Megjelent: 1989. szeptember 25. - Kiadó: KLF Communications - JAMS LP 4 | —                | —                | —                | —                | —                | —                | —                | —                |
| 1990 | The KLF                              | Chill Out - Megjelent: 1990. február - Kiadó: KLF Communications - JAMS LP 5 | —                | —                | —                | —                | —                | —                | —                | —                |
| 1990 | Space                                | Space - Megjelent: 1990. július 16. - Kiadó: KLF Communications - SPACE LP1 | —                | —                | —                | —                | —                | —                | —                | —                |
| 1991 | The KLF                              | The White Room - Megjelent: 1991. március - Kiadó: KLF Communications - JAMS LP 6 | 3                | —                | 39               | 13               | 5                | 13               | 12               | 11               |
| 1997 | Kopyright Liberation Front (The KLF) | Waiting for the Rites of Mu - Megjelent: 1997. október 13. - Kiadó: Echo Beach - EBSC8/EB814 Eredetileg bootleg kiadvány volt, melyet limitált példányszámban forgalmaztak más terjesztési csatornákon.                                    | —                | —                | —                | —                | —                | —                | —                | —                |
| 2012 | The KLF                              | Recovered & Remastered - Megjelent: 2012. április 14. - Kiadó: KLF Communications - KLF 001-006 RE Nemhivatalos hatlemezes válogatáslemezsorozat, digitálisan feljavított hangminőségben. Az utolsó lemez egy képzeletbeli koncert anyaga. | —                | —                | —                | —                | —                | —                | —                | —                |
| 2021 | The KLF                              | Solid State Logik 1 - Megjelent: 2021. január 1. Válogatáslemez |                  |                  |                  |                  |                  |                  |                  |                  |
| 2021 | The KLF                              | Come Down Dawn - Megjelent: 2021. február 5. A Chill Out album más címen és átnevezett számcímekkel történt újrakiadása |                  |                  |                  |                  |                  |                  |                  |                  |
| 2021 | The KLF                              | Solid State Logik 2 - Megjelent: 2021. március 23. Válogatáslemez |                  |                  |                  |                  |                  |                  |                  |                  |

Jelmagyarázat:
"—": nem került fel a listára

### Kislemezek
| Év                                                                 | Kislemez                                     | Legjobb helyezés | Legjobb helyezés | Legjobb helyezés | Legjobb helyezés | Legjobb helyezés | Legjobb helyezés | Legjobb helyezés | Legjobb helyezés | Legjobb helyezés | Elismerések       | Album                              |
| Év                                                                 | Kislemez                                     | Nagy-Britannia   | Hollandia        | Ausztria         | Ausztrália       | Svájc            | Írország         | Norvégia         | Svédország       | Egyesült Államok | Elismerések       | Album                              |
| ------------------------------------------------------------------ | -------------------------------------------- | ---------------- | ---------------- | ---------------- | ---------------- | ---------------- | ---------------- | ---------------- | ---------------- | ---------------- | ----------------- | ---------------------------------- |
| 1987                                                               | "All You Need Is Love"                       | —                | —                | —                | —                | —                | —                | —                | —                | —                |                   | 1987 (What The Fuck Is Going’ On?) |
| 1987                                                               | "Whitney Joins the JAMs"                     | —                | —                | —                | —                | —                | —                | —                | —                | —                |                   | Csak kislemezen                    |
| 1987                                                               | "1987 (The JAMS 45 Edits)"                   | —                | —                | —                | —                | —                | —                | —                | —                | —                |                   | Csak kislemezen                    |
| 1987                                                               | "Down Town"                                  | —                | —                | —                | —                | —                | —                | —                | —                | —                |                   | Csak kislemezen                    |
| 1988                                                               | "Burn the Bastards"                          | —                | —                | —                | —                | —                | —                | —                | —                | —                |                   | Who Killed The JAMs?               |
| 1988                                                               | "Doctorin' the Tardis" (The Timelords címen) | 1                | 25               | —                | 2                | —                | 4                | 10               | —                | 66               |                   | Csak kislemezen                    |
| 1988                                                               | "Kylie Said to Jason"                        | —                | —                | —                | —                | —                | —                | —                | —                | —                |                   | Csak kislemezen                    |
| 1990                                                               | "What Time Is Love?"                         | 5                | 15               | 23               | 73               | 23               | —                | —                | 14               | —                |                   | The White Room                     |
| 1990                                                               | "3 A.M. Eternal"                             | 1                | 5                | 7                | 3                | 4                | —                | 5                | 2                | 5                | - USA: aranylemez | The White Room                     |
| 1991                                                               | "Last Train to Trancentral"                  | 2                | 1                | 6                | 5                | 6                | —                | 4                | 5                | —                |                   | The White Room                     |
| 1991                                                               | "America: What Time Is Love?"                | 4                | 4                | 3                | 40               | 3                | 4                | 2                | 6                | 57               |                   | Csak kislemezen                    |
| 1991                                                               | "It's Grim Up North"                         | 10               | —                | —                | —                | 26               | —                | —                | —                | —                |                   | Csak kislemezen                    |
| 1991                                                               | "Justified and Ancient"                      | 2                | 2                | 1                | 3                | 2                | 4                | 3                | 1                | 11               |                   | The White Room                     |
| 1997                                                               | "Fuck the Millennium (2K címen)"             | 28               | —                | —                | —                | —                | —                | —                | 29               | —                |                   | Csak kislemezen                    |
| A "—" jel azt jelenti, hogy az adott dal nem került fel a listára. |                                              |                  |                  |                  |                  |                  |                  |                  |                  |                  |                   |                                    |

## Felhasznált eszközeik
A The JAMs első kiadványai, beleértve a teljes debütáló albumot, egy Apple II számítógéppel készültek, Greengate DS3 típusú sampler bővítőkártyával, valamint egy Roland TR-808 dobgéppel. A későbbi kiadványokon ezt lecserélték egy Akai S900 samplerre és Atari számítógépre. A Space-projektben és a KLF house-számaiban már hangszereket is használtak, például két Oberheim OB-8 analóg szintetizátort. Ezek közül az egyik még ma is megvan, James Fogarty tulajdona, aki Cauty régi barátja.
A KLF 1990-1992 közötti kislemezeit Mark Stent keverte, egy Solid State Logic (S.S.L.) automata keverőpult segítségével. A "The White Room" keverését J. Gordon-Hastings végezte el, analóg keverőpulton. Az S.S.L.-re a "3 A.M. Eternal" alcímében is utaltak. A "What Time Is Love" tartalmaz Roland TB-303 basszust és Roland TR-909 dobgépet is.
Néhány számban hallhatóak valódi hangszerek is. Drummond egy Gibson ES-330-as félakusztikus gitáron játszik az "America: What Time Is Love?"-ban, Cauty pedig elektromos gitáron ugyanebben a számban és a "Justified & Ancient"-ben. Graham Lee pedal steel gitáron játszik a Chill Out lemezen és a "Build A Fire" című számban. Duy Khiem klarinétozik a "3 A.M. Eternal"-ban és a "Make It Rain"-ben. Az "America No More"-ban egy komplett skótdudaegyüttes hallható, a 2k "Fuck The Millennium"-jában pedig egy rezesbanda.

### Lásd még
- Bill Drummond (King Boy D)
- Jimmy Cauty (Rockman Rock)
- 2K
- One World Orchestra